# Karanténní sypavka borovic
Sypavka borovic je označení pro onemocnění jehličnatých dřevin nejčastěji houbového původu, při němž dochází k usychání a opadu napadeného jehličí. Hnědá sypavka borovice a červená sypavka borovice napadající především rod borovice jsou působené houbovými patogeny Mycosphaerella pini a M. dearnessii. Jedná se karanténní škodlivé organismy celosvětového významu.

## Taxonomie
Fungi > Ascomycota > Dothideales
- Mycosphaerella pini. Rostrup ap. Munk, syn. Scirrhia pini Funk et Parker, anamorfa Dothistroma septospora (Doroguine) Morelet; patogen je původcem choroby zvané červená sypavka borovic.
- Mycosphaerella dearnessii Barr, syn. Scirrhia acicola (Dearn.) Sigg., anamorfa Lecanosticta acicola (Thümen) Sydow; původce hnědé sypavky borovic.

## Rozšíření
M. pini a M. dearnessii pocházejí ze Střední Ameriky. Byly zavlečeny na všechny kontinenty včetně Evropy. 
M. pini byla v ČR poprvé nalezena v roce 2000, na dodávkách infikovaných sazenic borovice černé a kleče, původem z Maďarska. Od té doby se patogen na našem území plošně rozšířil. Nejčastěji napadá borovici černou, borovici kleč a některé borové exoty (ojediněle borovici lesní). 
Výskyt M. dearnessii byl v Česku poprvé prokázán v roce 2007 na Třeboňsku na borovici blatce.

## Škodlivost
Typickým projevem obou sypavek je defoliace starších ročníků jehlic; u některých druhů borovic může docházet k úplné defoliaci až odumření stromů. Červená sypavka patří k celosvětově nejvýznamnějším chorobám borovic. U silně napadených stromů časem opadává veškeré starší infikované jehličí a zelený zůstává pouze poslední ročník. Hnědá sypavka je rovněž nebezpečnou chorobou. Může také silně poškozovat porosty borovice kleče a borovice blatky rostoucí na rašeliništích, což může postihnout i řady chráněných lokalit.

## Obrana
M. pini a M. dearnessii jsou v rámci Evropské unie regulovanými (karanténními) organismy. Při zjištění výskytu M. pini je nezbytně nutné přistoupit k účinným opatřením, která směřují k potlačení choroby. Z obranných metod lze proti jejímu šíření úspěšně použít opakované postřiky registrovanými fungicidními přípravky. Co se týče dosavadních nálezů M. dearnessii v Česku, eradikační ani jiná opatření nebyla na lokalitách stanovena vzhledem k tomu, že jsou v přírodní rezervaci.